# Froschweihe
Die Froschweihe (Circus ranivorus) ist ein Greifvogel aus der Familie der Habichtartigen (Accipitridae). Sie ist in Afrika südlich der Sahara beheimatet und bewohnt Sumpf- und Marschland. Ihr Verbreitungsgebiet reicht vom südlichen Sudan bis ans Kap der Guten Hoffnung. Die Froschweihe ernährt sich von kleinen Säugetieren und Sperlingsvögeln.
Der Bestand wurde bisher nicht großräumig geschätzt, beträgt für das südliche Afrika aber wohl 3000 bis 6000 Brutpaare. Von der IUCN wird die Froschweihe als LC (=least concern – nicht gefährdet) eingestuft, obgleich sie durch den Rückgang von Feuchtgebieten vielerorts starke Habitatsverluste erlitt.

## Merkmale

### Aussehen und Körperbau
Froschweihen zeigen, im Gegensatz zu den eurasischen Weihen, keinen Geschlechtsdimorphismus in der Färbung, die Weibchen werden aber größer und schwerer als die Männchen. Das Gewicht beider Geschlechter liegt zwischen 382 und 590 g, die Körperlänge zwischen 44 und 49 cm. Die Flügellänge bei Männchen beträgt 357–382 mm, die des Weibchens 361–395 mm. Die Schwanzlänge liegt bei 187–243 mm beim Männchen, beim Weibchen beträgt sie 215–242 mm. Der Tarsometatarsus misst bei männlichen Vögeln 82–85 mm, bei weiblichen 82–90 mm.
Der Kopf der Froschweihe ist graubraun gefärbt, wobei sich der weihentypische Gesichtsschleier durch einen Kranz weißer Federn vom Rest des Kopfes abhebt. Kehle, Brust und Unterflügeldecken sind auf braunem Grund weiß gestrichelt und an den Schultern weiß gerändert. Bauch und Schenkel sind für gewöhnlich einheitlich rotbraun, in einigen Fällen jedoch ebenfalls weiß gestrichelt. Die weißen Hand- und die cremefarbenen Armschwingen zeigen eine dünne, dunkle Bänderung, die mit dem etwas breiteren dunklen Flügelrand abschließt. Die Schwanzfedern sind unterseits auf hellem Grund schwarz gebändert. Auf der Oberseite dominiert die braune Färbung als Grundton. Die Oberflügeldecken sind mit weißen und dunklen Sprenkeln überzogen. Die Arm- und Handschwingen zeigen auf der Oberseite die gleiche dunkle Bänderzeichnung wie auf der Unterseite, jedoch ist die Grundfarbe graubraun. Anders als die meisten anderen Weihen besitzen adulte Froschweihen keinen weißen Bürzel, dieser ist vielmehr rötlich-hellbraun gehalten. Die Oberseite der Schwanzfedern ist auf hellgrauem Grund dunkel gebändert.
Juvenile Vögel besitzen dunkelbraunes Kopfgefieder, das mit hellen, cremefarbenen Flecken an Genick, Kehle, Schultern und vorderer Stirn kontrastiert. Auch Oberseite und Brust sind mehr oder weniger einheitlich dunkelbraun; eine Ausnahme bildet der Bürzel, der heller rotbraun gefärbt ist. Quer über die Brust verläuft ein weißes Band, Unterleib und Hosen juveniler Froschweihen sind in einem helleren Braun als Kopf und Oberseite gehalten. Die Unterflügeldecken sind auf dunkelbraunem Grund variabel weiß gestrichelt. Der Kontrast zwischen den hier grauen Armschwingen und den an der Basis sandfarbenen Handschwingen ist deutlicher als bei adulten Tieren. Die Handschwingen sind undeutlich und dünn schwarz gebändert, die Spitzen sind an den inneren Handschwingen grau, an den äußeren schwarz. Die Unterseite der Schwanzfedern ist sandbraun, variabel dunkel gebändert und schließt mit einer dunklen Terminalbinde ab. Immature Vögel zeigen wahrscheinlich ein Übergangskleid von der juvenilen zur adulten Phase, hierzu liegen jedoch keine gesicherten Befunde vor.

### Flugbild
Froschweihen zeigen das für ihre Gattung typisches Flugbild, das sich durch einen gleitenden Gaukelflug in einer Höhe von 5 bis 20 Meter über dem Boden auszeichnet. Eine Serie von einigen wenigen, schwachen Flügelschlägen wechselt dabei mit einer kurzen Gleitphase ab. Erkennungsmerkmale im Flug sind die langen, rechteckigen Flügel mit leicht runden Spitzen, die die Froschweihe dabei in einer V-Stellung hält, sowie der schlanke Körper mit langem, schmalem Schwanz.

### Lautäußerungen
Akustisch sind Froschweihen eher unauffällig. Nur in der Nähe des Nistplatzes ist während der Paarungszeit ein klagendes Tschiii-uk und ein weicheres towuut des Männchens zu vernehmen. Letzteren Ruf verwendet auch das Weibchen als Antwort, wenn das Männchen ihm mit einem Pju oder Prrduk in der Luft Beute übergibt. Weibliche Vögel betteln mit Psiuw-psiuw-psiuw um Futter. Während des Balzfluges ruft das Männchen mit einem ansteigenden Ouwiep; ein schnelles, aggressives Kekekekek dient beiden Geschlechtern als Alarm- und Warnruf; diese Rufe sind auch unter anderen Weihen verbreitet. Daneben kommunizieren Froschweihen über glucksende und gackernde Laute.

## Verbreitung und Wanderungen

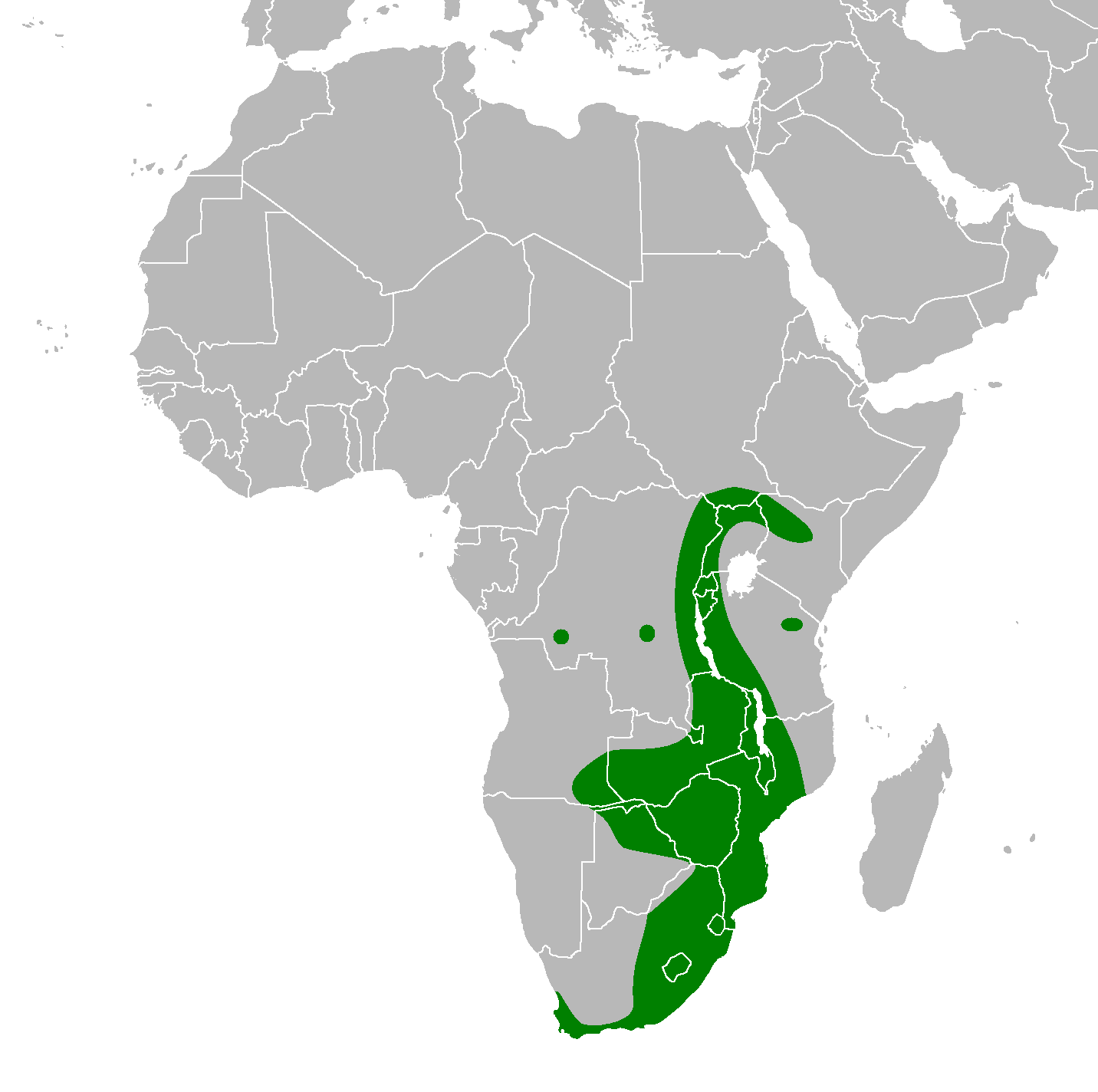
Verbreitungsgebiet der Froschweihe

Das Verbreitungsgebiet der Froschweihe liegt zwischen 4° S und 35° S und reicht vom Südsudan bis zum Kap der Guten Hoffnung. Es umfasst die Südküste Afrikas, das östliche Südafrika, die Nordhälfte Botswanas, Simbabwe, Mosambik westlich von Cabo Delgado und Nampula und das gesamte Malawi; von dort aus erstreckt es sich etwa entlang des zentralafrikanischen Grabens über die Grenzen von Tansania, der Demokratischen Republik Kongo und Uganda. Im Norden reicht es bis in die südsudanesischen Bundesstaaten Central und Eastern Equatoria, im Nordosten bis in die Region des kenianischen Turkana-Sees. Im Westen schließt es zudem den östlichen Teil des angolanischen Cuando Cubango ein. Kleinere Verbreitungsinseln befinden sich im Nordosten Tansanias, in Maniema und in Kwilu.
Froschweihen sind Standvögel und in der Regel sesshaft. Entsprechend der jahreszeitlich schwankenden Wasserstände reagieren sie jedoch unter Umständen auf veränderte Lebensräume und Nahrungsangebote. Juvenile Froschweihen verlassen zudem die Brutgebiete ihrer Eltern und lassen sich andernorts nieder. Die Sichtungen von Froschweihen reichen über das Verbreitungsgebiet hinaus bis nach Somalia und ins südliche Äthiopien.

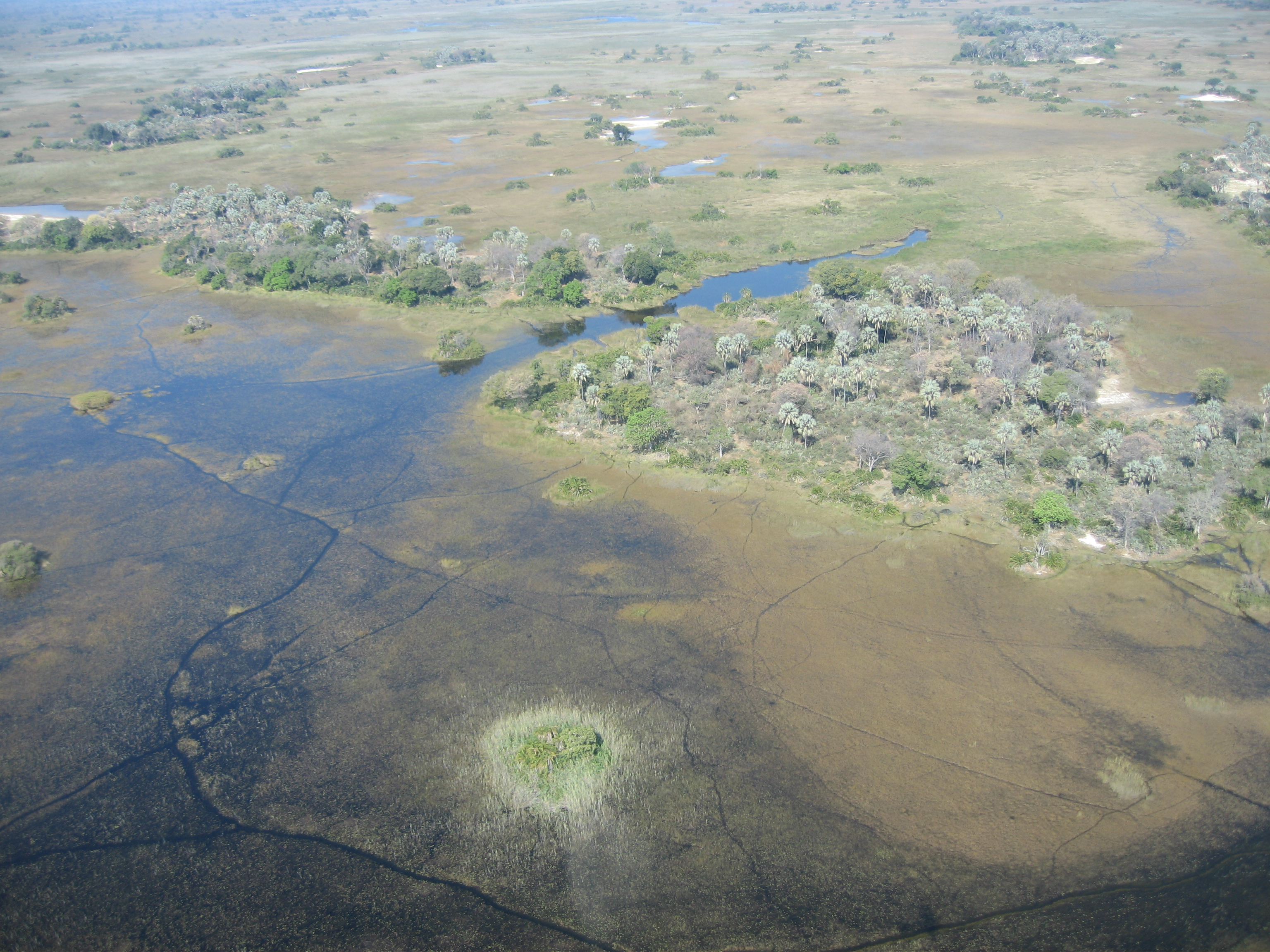
Das Okavangodelta bietet einen Lebensraum für einen Großteil der Froschweihen-Population

## Lebensraum
Der Lebensraum der Froschweihe besteht in erster Linie aus permanenten Feuchtgebieten wie Marschland, Sümpfen oder Seeufern, etwa im Okavangodelta, das einen Großteil der Population beherbergt. Ausschlaggebend ist eine ausreichende Jahresniederschlagsmenge von mehr als 300 mm. Die Vegetation des Habitats besteht in der Regel aus Röhricht, die Froschweihe jagt aber auch über Grasland oder Weizenfeldern und anderen landwirtschaftlichen Flächen. Sie kommt in Höhen von bis zu 3000 m vor, im östlichen Afrika meist oberhalb von 1500 m.

## Lebensweise

### Ernährung

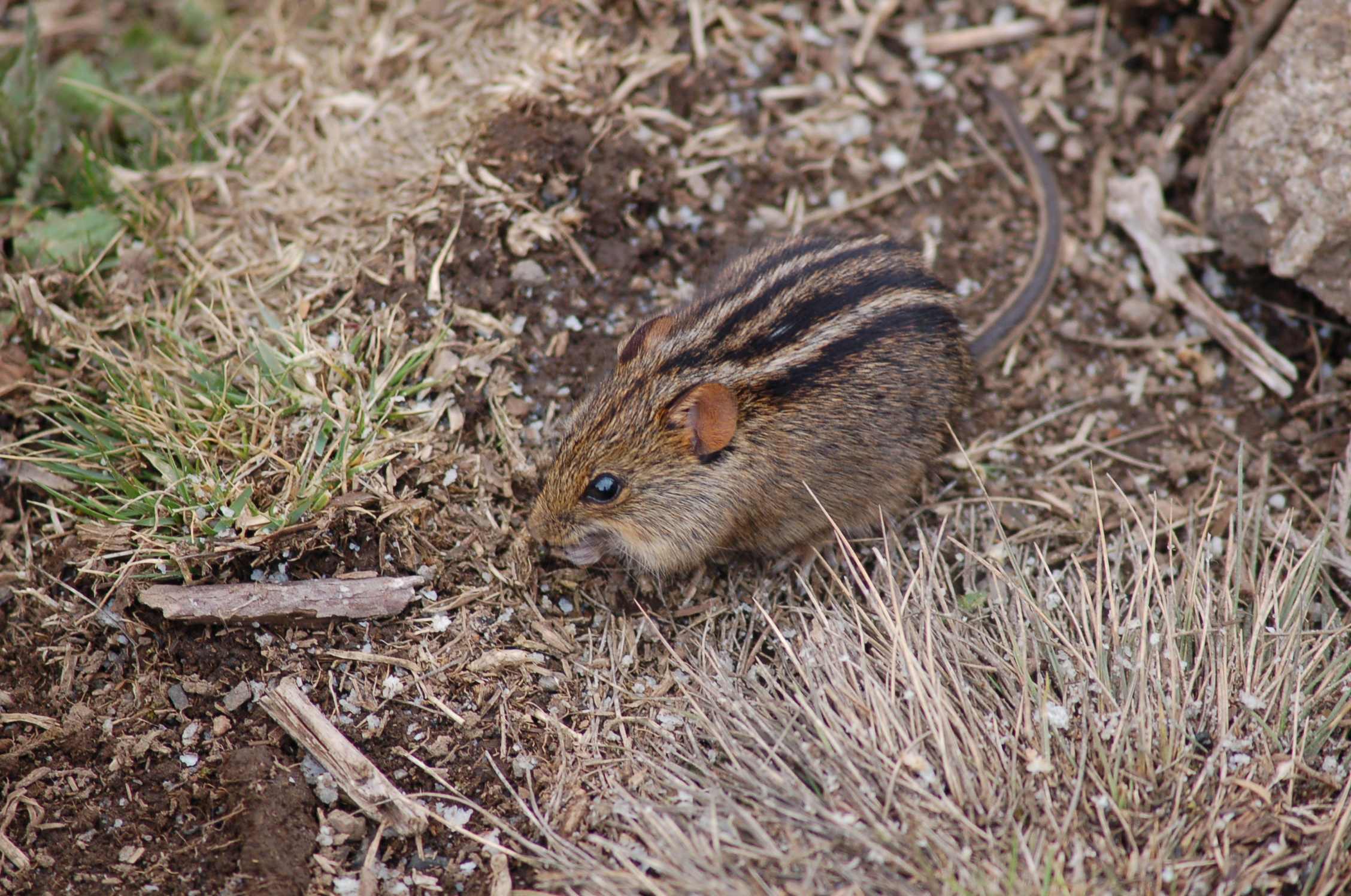
Die Froschweihe ist stark an das Vorkommen von Mäusen wie der Afrikanischen Striemen-Grasmaus (Rhabdomys pumilio) gebunden

Froschweihen jagen tagsüber im tiefen, gaukelnden Flug über weiträumiger Vegetation, wobei sie ihre Beute sowohl optisch als auch akustisch orten. Die Flughöhe beträgt dabei meist nur ein bis drei Meter über dem Boden, die Fluggeschwindigkeit liegt bei 20 bis 30 km/h. Wenn sie ein potentielles Beutetier ausgemacht haben, sinken sie abrupt ab und greifen es aus dem Flug. Brütende Froschweihen verbringen zwischen 40 und 50 % des Tages mit Nahrungssuche.
Zum Beutespektrum zählen vorrangig kleine Nagetiere, vor allem Lamellenzahnratten (Otomys) und Afrikanische Striemen-Grasmäuse (Rhabdomys). Das Verbreitungsgebiet und die Habitatwahl der Froschweihe richtet sich stark nach dem Vorkommen dieser beiden Gattungen. Den zweiten Hauptbestandteil der Nahrung machen Vögel aus, darunter in erster Linie Sperlingsvögel (Passeriformes); die Größe der Beute reicht jedoch bis zu kleinen Enten und Tauben. Der jeweilige Anteil von Vögeln und Säugetieren an der Nahrung schwankt stark: Während der Brutzeit werden hauptsächlich Mäuse (rund 80 %) erbeutet, mit dem Flüggewerden nimmt der Prozentsatz an Vögeln stark zu und übersteigt den der Säugetiere zeitweilig sogar.
Reptilien und Amphibien erbeutet die Froschweihe seltener – entgegen ihrem deutschen und wissenschaftlichen Artnamen (ranivorus, lateinisch für „Froschfresser“). Wenn sich die Gelegenheit bietet, frisst sie auch fremde Nestlinge, Eier, Aas oder Fische.

### Sozialverhalten
Froschweihen verteidigen ihre Brutreviere gegen Eindringlinge. Dabei patrouillieren sie im Flug entlang der Reviergrenzen und lassen ihre Beine mit deutlich sichtbaren Krallen hängen. Dringt eine fremde Froschweihe in das Revier ein, attackieren sie sie, indem die Weihen versuchen, sie aus der Luft zu greifen und zu Boden zu ziehen. Wie auch andere Weihen finden sich die Froschweihen außerhalb der Brut gelegentlich zu kleineren Schwärmen zusammen, die gemeinsame Schlafplätze aufsuchen.
Die Siedlungsdichte wurde bisher nur in Südafrika erforscht, eine entsprechende Studie ergab 8 Nester in der Untersuchungsfläche von 10 km².

### Fortpflanzung
Die Brutzeit der Froschweihe variiert je nach geographischer Breite sehr stark. Im äquatorialen Kenia liegt sie zwischen Juni und Oktober; im südlicheren Sambia und Simbabwe findet die Brut zwischen Dezember und August statt. In Südafrika brüten die meisten Paare zwischen September und Januar, die ersten Bruten beginnen aber schon im Mai, die letzten finden im Februar statt.
Während der Balzzeit vollführt die Froschweihe akrobatische Flugmanöver, wie sie sich auch bei anderen Weihenarten beobachten lassen. Dabei steigen die Vögel mit intensiven Flügelschlägen spiralförmig in eine Höhe von 70 bis 400 Metern auf. Dort beschleunigen sie anschließend horizontal, bevor sie eine sinusförmige Flugbahn einschlagen, bei der sie sich abwechselnd herabsinken lassen, dann wieder an Höhe gewinnen und schließlich erneut absinken. Auf dem Gipfelpunkt eines jeden Aufschwungs ruft die Froschweihe mit einem hohen, ansteigenden Ouwiep; gelegentlich vollführt sie im Flug zusätzlich Rückwärtssaltos. Diese U-förmigen Manöver werden zehn- bis zwölfmal pro Minute absolviert; insgesamt dauern diese Flüge 2–3 Minuten, in Einzelfällen aber bis zu 20 Minuten. Im Anschluss stürzen die Vögel in einer zirkelnden, tanzenden Bewegung, die an ein fallendes Blatt erinnert, auf den Boden zu, bevor sie sich etwa zwei Meter über dem Erdboden abfangen und dann auf dem Nistplatz landen. Diese Balzflüge lassen sich bei beiden Geschlechtern beobachten, Männchen vollführen sie jedoch intensiver und rund doppelt so häufig wie Weibchen. Obgleich Froschweihen monogam sind und ihrem Partner auch über mehrere Jahre hinweg treu bleiben, ist dieses Balzritual regelmäßig zu beobachten. Es dient deshalb wohl nicht ausschließlich der Partnerwerbung, sondern stellt eventuell einen Akt der Paarbindung dar.
Zur Kopulation kommt es meist nahe dem Nistplatz. Das Weibchen beugt den Körper und hält den Schwanz leicht seitlich oder erhöht, woraufhin das Männchen aus einem tiefen, langsamen Gleitflug auf dem Weibchen landet. Seine Klauen ballt es dabei zur Faust, um Verletzungen zu vermeiden, während es durch Flügelflattern die Balance hält. Die Kopulation selbst dauert etwa 5–6 Sekunden, anschließend putzen beide Partner ihr Gefieder und ihre Kloake.
Das Weibchen legt seine Eier in ein flaches, einfaches Bodennest mit etwa 40–60 cm Durchmesser, das je nach Umgebung aus dünnen Zweigen oder Grasbüscheln besteht. Meist befindet es sich in Röhricht knapp über dem Wasserspiegel, seltener auch in Getreidefeldern oder anderer trockener Vegetation. Während der Brut und der Aufzucht der Küken sorgt das Männchen für die Nahrungsbeschaffung. Die Beute wird dem Weibchen in der Luft übergeben, indem das herannahende Männchen ruft und das Weibchen vom Nest auffliegt. Es nähert sich dem Männchen und fliegt unter ihm, worauf das Männchen die Beute leicht nach oben wirft. Das Weibchen nutzt das Trägheitsmoment der Beute und greift sie aus der Luft heraus. Das Gelege besteht für gewöhnlich aus 2–5, im Durchschnitt 3,3 Eiern, die in meist dreitägigen Abständen gelegt werden. Sie sind anfangs bläulich weiß und bekommen im Lauf der Brut einen schmutzig weißen Ton. Ihre Form ist kurz oval, die Maße der Eier betragen durchschnittlich 32,4–40,3 × 41,0–54,5 mm. Sie wiegen rund 30 g und besitzen ein Volumen von 23,5–33,5 cm³; kleinere Weibchen legen tendenziell die größeren Eier. Die Küken schlüpfen nach 32–34 Tagen und werden nach weiteren 38–40 Tagen flügge. Oft verhungert das jüngste Küken, weil es sich gegen seine größeren und kräftigeren Geschwister nicht durchsetzen kann.

## Systematik
Die Froschweihe wurde 1800 von François-Marie Daudin als Falco ranivorus erstbeschrieben. Entsprechend der von Stresemann 1924 aufgestellten klassischen Systematik der Gattung Circus galt sie, wie auch andere tropische Weihen, lange Zeit als Unterart der eurasischen Rohrweihe (C. aeruginosus). Peters erhob sie 1931 in den Artstatus, worin ihm spätere Autoren folgten. Entwicklungsgeschichtlich gehört die Froschweihe zu dem Zweig der Weihen, dessen Angehörige tendenziell eher Feuchtgebiete bewohnen. DNA-Analysen zufolge stellt sie das Schwestertaxon zur ostasiatischen Mangroveweihe (C. spilonotus) dar.
Für die Froschweihe werden keine Unterarten anerkannt. Von einigen Autoren wurden Vögel aus Zentralafrika in eine eigene Unterart aequatorialis gestellt, was jedoch keine allgemeine Anerkennung fand.

## Bestand und Gefährdung
Die Bestände der Froschweihe sind im vergangenen Jahrhundert in ganz Afrika zurückgegangen. Besonders in Kenia gab es einen Einbruch, in den letzten Jahren wurden keine Bruten mehr vermeldet. Auch im ehemaligen Transvaal gab es einen starken Bestandsrückgang: Die 500 bis 1.000 Brutpaare, die für das Jahr 1987 ermittelt wurden, dürften heute nicht mehr erreicht werden. Zwar wurde im Jahr 2000 für ganz Südafrika die Zahl der Brutpaare noch auf etwa 3.000–5.000 geschätzt, aber auch diese Zahlen werden von Beobachtern angesichts des allgemeinen Populationsrückgangs bezweifelt. Selbst im Okavangodelta, einem Schwerpunkt der Weltpopulation, nahm die Zahl der Brutpaare in den letzten Jahrzehnten ab; in Lesotho gilt die Art als ausgestorben. Lediglich in Uganda scheinen sich die Bestände leicht zu erholen, hier wurden 2005 wieder so viele Vögel gesichtet wie zuletzt 1970. Ferguson-Lees und Christie schätzten den Gesamtbestand für das Jahr 2000 auf weniger als 10.000 Vögel.
Diese Rückgänge sind in erster Linie durch die Trockenlegung von Feuchtgebieten bedingt; zudem ist unklar, welchen Anteil Pestizide und Wasserverschmutzung am Schwund der Bestände haben. In Uganda steht die Froschweihe auf der staatlichen Vorwarnliste. Insgesamt ist die Art nach Ansicht der IUCN jedoch noch ungefährdet.